# Gajendragad
Gagendragad fou un estat tributari protegit, del tipus jagir, situat a l'estat modern de Karnataka. El fundador de l'estat i de la nissaga fou Shri Valabhasinh Cholaraj Ghorpade, segon fill del raja Cholaraj Ghorpade de Mudhol.